# Польонова Олена Іллічна
Олена Іллічна Польонова  (рос. Елена Ильинична Полёнова, 20 серпня 1983) — російська гандболістка, олімпійська медалістка.

## Виступи на Олімпіадах
| Олімпіада  | Дисципліна | Місце |
| ---------- | ---------- | ----- |
| Пекін 2008 | гандбол    | 2     |